# Un truffatore in famiglia
Race - Un truffatore in famiglia (Race) è un film di Bollywood di genere suspense thriller diretto dal duo Abbas-Mustan e prodotto dalla Tips Films. Il film è stato proiettato al cinema il 21 marzo 2008.
Girato per lo più a Durban e Dubai, Race è un thriller d'azione che spazia occasionalmente nella commedia e che esplora i temi della rivalità tra fratelli e del tradimento. È  vagamente basato sul film di Hollywood del 1998 Goodbye Lover. Divenne il quarto film di Bollywood per record d'incassi del 2008. Successivamente è stato girato un sequel del film, Race 2, che è uscito nelle sale nel 2013 e ha ottenuto altrettanto successo.
In Italia i diritti del film sono stati acquisiti dalla Rai, la quale lo ha trasmesso per la prima volta il 9 giugno 2013 su Rai 1 come pellicola del ciclo Le stelle di Bollywood.

## Trama
Ranvir Singh, astuto quanto freddo uomo d'affari, vive a Durban gestendo a tempo pieno il lussuoso ranch ereditato dal padre. Per salvare dall'alcool suo fratello Rajiv, a cui è legato da sincero affetto fraterno, rinuncia al suo segreto amore per la sensuale Sonia facilitando il loro matrimonio. Ma non immagina neppure che Rajiv, in realtà, progetta di servirsi di Sonia per ucciderlo, e assicurarsi così il possesso dei 50 milioni di dollari dell'assicurazione sulla vita del fratello. Dopo alterne vicende Rajiv e Sonia riescono nel loro intento, uccidendo Ranvir, ma un nuovo ostacolo si pone tra loro e i soldi: Sophia, la segretaria di Ranvir, da lui segretamente sposata e pertanto beneficiaria dell'assicurazione sulla vita.
Intanto l'ispettore Robert D'Costa (RD) e la sua assistente Mini tentano di far luce sull'intera vicenda: dopo molte indagini scoprono infine che Sophia, da sempre in accordo con lo stesso Rajiv, non aveva mai sposato Ranvir; la farsa del finto matrimonio serviva unicamente per sviare i sospetti della polizia e incassare i soldi in modo meno sospetto. E proprio alla sua complice Rajiv svela il reale motivo delle sue azioni contro il fratello: il desiderio di rivalsa, e la volontà di vincere a tutti i costi quella "corsa della vita" in cui Ranvir si era sempre dimostrato superiore, adombrando e umiliando in continuazione il fratello minore.
RD e Mini accettano di essere pagati in cambio del loro silenzio, e così Rajiv e Sophia pianificano di eliminare l'ultimo ostacolo, l'ormai inutile Sonia. Questa viene però salvata da Ranvir, misteriosamente sopravvissuto lui stesso; nel corso del confronto decisivo, Ranvir e Rajiv decidono di sfidarsi in un'ultima corsa, per decidere una volta per tutte chi sia il migliore tra loro due.
La corsa si trasforma in una trappola mortale per entrambi, giacché l'auto di Ranvir è senza freni e quella di Rajiv contiene una bomba. Al termine di un folle inseguimento Rajiv e Sophia trovano la morte, mentre Ranvir e Sonia riescono a salvarsi fortunosamente. Ora i due, recuperati i soldi, possono rifarsi una vita altrove, ma non prima di aver incontrato RD e Mini, che in realtà erano sempre stati in combutta con Ranvir: proprio l'ispettore, con uno stratagemma, gli aveva permesso di salvarsi dal tentativo di assassinio di Rajiv, e aveva poi indagato per suo conto al fine di scoprire i reali piani di suo fratello minore. Diviso il bottino, i quattro si separano per non incontrarsi mai più.

## Musiche
Nel film sono presenti sei canzoni, secondo lo stilema del cinema di Bollywood, qui indicate in ordine di apparizione:
Dekho Nashe Mein: si svolge durante una festa in onore di Ranvir, e vede cantare lo stesso Ranvir, Rajiv, Sonia e Sophia.
Pehli Nazar Mein: costituisce lo stratagemma di Rajiv per irretire Sonia e farla innamorare di lui, salvo poi ricattarla e costringerla ad aiutarlo.
Zara Zara Touch Me: un tentativo di Sophia di rivelare il suo amore (falso) per Ranvir.
Khwab Dekhe (Sexy Lady): cantata da Ranvir e Sophia, in un flashback.
Race Sansoon Ki: canzone principale del film, o theme song poiché contiene il tema musicale dello stesso (ripetuto frequentemente nel corso della vicenda). Viene cantata da Ranvir e Sonia appena dopo il salvataggio di quest'ultima.
Race Is On My Mind: assieme a Race Sansoon Ki, è la theme song del film. Viene cantata dai 6 personaggi principali durante i titoli di coda, chiudendo così l'intera vicenda.

## Personaggi
- Ranvir Singh (Saif Ali Khan): Il maggiore dei due fratelli e spietato uomo d'affari, abituato a vincere sempre la partita. Accetta la sconfitta se viene battuto lealmente, ma se qualcuno tenta di imbrogliarlo la sua vendetta non tarda ad arrivare.
- Sonia (Bipasha Basu): Un'attraente modella con un losco passato. È alla ricerca di un uomo che la mantenga nel suo cuore. Sta aspettando che il ricco e affascinante Ranvir Singh si proponga a lei, ma le sue vere intenzioni non sono del tutto chiare.
- Rajeev Singh (Akshaye Khanna): Il fratello più giovane, è viziato e felice. Ma sotto le apparenze si nasconde un profondo rancore per il fratello sempre superiore a lui, rancore che lo porterà ad articolare un piano sottile  ed elaborato per uccidere Ranvir e prendersi così una rivincita totale e definitiva.
- Sophia (Katrina Kaif): La segretaria di Ranvir Singh, che si occupa di tutte le questioni importanti. È indispensabile per Ranvir, il quale si fida di lei ciecamente, ma non ricambia il suo amore.
- Robert D'Costa aka R.D. (Anil Kapoor): Un brillante quanto eccentrico detective privato, con una vera e propria ossessione per la frutta.
- Mini (Sameera Reddy): L'attraente assistente di Robert D'Costa.
- Kabir (Dalip Tahil): Rivale di Ranvir Singh nelle corse dei cavalli e negli affari.
- Max (Johnny Lever, comparsa speciale): Il capo dell'ufficio matrimoni che fornisce un tocco comico e un indizio importante che porta alla soluzione del caso.